# Roman Lutman
Roman Lutman, ps. Stanisław Ossowski, Witkowski, Krystian, Lutwiński (ur. 31 lipca 1897 we Lwowie, zm. 27 stycznia 1973 we Wrocławiu) – polski prawnik, historyk i działacz społeczny, dziennikarz, wieloletni dyrektor Biblioteki Śląskiej i Instytutu Śląskiego.

## Życiorys
Urodził się 31 lipca 1897 we Lwowie, w rzemieślniczej rodzinie Franciszka i Ludwiki z Mandryków. Miał dwóch braci: Adama (działacza KPZU i PPR) oraz Tadeusza – obaj zginęli podczas II wojny światowej. Ukończył szkołę podstawową i gimnazjum we Lwowie, następnie w 1921 studia z historii prawa polskiego i geografii na Uniwersytecie Jana Kazimierza. W latach 1918–1921 był zaangażowany w działalność niepodległościową – walczył w Galicji Wschodniej, uczestniczył również w polskiej pomocy organizowanej dla Górnego Śląska oraz działalności plebiscytowej. Był członkiem redakcji śląskiego pisma „Powstaniec”.
Po ukończeniu studiów uzyskał zatrudnienie w charakterze referenta prasowego w Konsulacie Generalnym RP w Wolnym Mieście Gdańsku. Od 1924 kierował redakcją „Nowin Codziennych”. W latach 1926–1928 sprawował funkcję redaktora „Dziennika Lwowskiego”. Podczas wyborów 1928 kierował biurem Komitetu Wyborczego Narodowo-Chrześcijańskiego Zjednoczenia Pracy. Pełnił również obowiązki kierownika Biblioteki Śląskiej oraz referenta prasowego w Urzędzie Województwa Śląskiego. W 1930 został pierwszym w historii dyrektorem Biblioteki Śląskiej, a rok później objął stanowisko kierownicze w Instytucie Bałtyckim. W 1934 mianowano go dyrektorem Instytutu Śląskiego. Był wówczas członkiem redakcji „Zarania Śląskiego”. W marcu 1938 uczestniczył w I Kongresie Związku Polaków w Niemczech w Berlinie. W 1939 uzyskał zatrudnienie w Bibliotece Ossolińskich.
Podczas okupacji niemieckiej pracował m.in. jako kasjer w drogerii, nie zaprzestał jednak pracy naukowej i oświatowej – organizował m.in. kursy śląskoznawcze w Warszawie. Po upadku powstania warszawskiego znalazł się na krótki okres w Krakowie.
W latach 1945–1948 ponownie kierował pracami Instytutu Śląskiego w Katowicach, jednak w 1948 placówkę zlikwidowano i przekształcono w zamiejscowy oddział Instytutu Zachodniego w Poznaniu z siedzibą we Wrocławiu. W latach 1950–1957 pracował w Bibliotece Zakładu Narodowego im. Ossolińskich. W 1955 został docentem. W 1957 ponownie mianowano go dyrektorem Instytutu Śląskiego z siedzibą w Opolu (do 1963). W latach 1953–1955 sprawował mandat radnego Wojewódzkiej Rady Narodowej w Katowicach z ramienia SD.
Żonaty z Marią Kokoszyńską-Lutmanową, filozofką na Uniwersytecie Wrocławskim. 
Zmarł 27 stycznia 1973 we Wrocławiu. Pochowany 31 stycznia 1973 na Cmentarzu Osobowickim (pole 24, rząd 4 od Alei, grób 140).

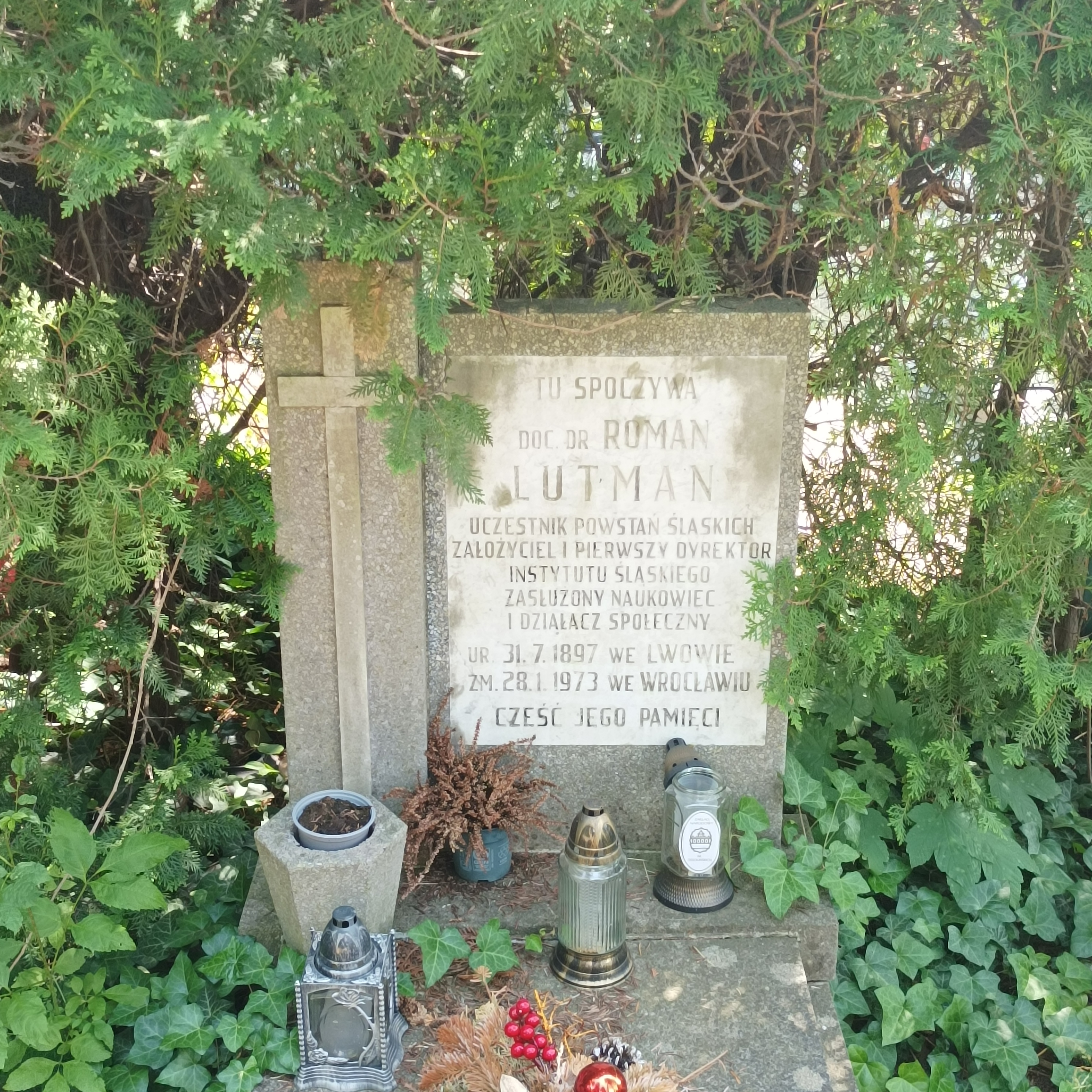
Grób Romana Lutmana na Cmentarzu Osobowickim

## Ordery i odznaczenia
- Order Sztandaru Pracy II klasy
- Złoty Krzyż Zasługi (18 stycznia 1946)[3]
- Śląski Krzyż Powstańczy
- Srebrny Wawrzyn Akademicki (5 listopada 1938)[4]